# Partícula elementar
Em física de partículas, uma partícula elementar ou partícula fundamental é uma partícula que não possui nenhuma subestrutura. Por exemplo, átomos são feitos de partículas menores conhecidas como elétrons, prótons e nêutrons. Os prótons e nêutrons, por sua vez, são compostos de partículas mais elementares conhecidas como quarks. Um dos mais notáveis da física de partículas é encontrar as partículas mais elementares – ou as codenominadas partículas fundamentais – as quais constroem todas as outras partículas encontradas na natureza, e não são elas mesmas compostas de partículas menores. Historicamente, os hádrons (mésons e bárions, tais como o próton e o nêutron) e até mesmo o átomo inteiro já foram considerados como partículas elementares.

## Modelo padrão
O modelo padrão das partículas físicas contém 12 sabores de férmions (partículas massa) elementares, além de suas correspondentes antipartículas, como também bósons ("partículas de radiação") elementares que medeiam as forças e o recém descoberto bóson de Higgs. Contudo, o modelo padrão é largamente considerado como sendo uma teoria provisória do que uma verdade fundamental, desde que ele é incompatível como a relatividade geral de Einstein. Os fótons (partículas emitidas pela luz) por exemplo são o quanta dos campos eletromagnéticos. Há o que provavelmente sejam partículas elementares hipotéticas que não são descritas pelo modelo padrão, tais como o gráviton, a partícula que transporta a força gravitacional ou as s-partículas, associações supersimétricas das partículas ordinárias.

### Férmions fundamentais
Os doze sabores fundamentais de férmions estão divididos em três gerações de quatro partículas cada. Seis destas partículas são quarks. As seis restantes são léptons, três dos quais são neutrinos, e as três restantes as quais tem carga elétrica -1: o elétron e dois primos, o múon e o tau.
| Primeira Geração - elétron: e- - neutrino do elétron: νe - quark up: u - quark down: d | Segunda Geração - muon: μ- - neutrino do múon: νμ - quark charme: c - quark strange: s | Terceira Geração - tau: τ- - neutrino do tau: ντ - quark top: t - quark bottom: b |

#### Antipartículas
Há também 12 antipartículas fermiônicas fundamentais correspondentes às doze outras.  O pósitron e+ corresponde ao elétron e assim por diante:
| Primeira Geração - pósitron: e+ - elétron-antineutrino: {\displaystyle {\bar {\nu }}_{e}} - antiquark up: {\displaystyle {\bar {u}}} - antiquark down: {\displaystyle {\bar {d}}} | Segunda Geração - múon positivo: μ+ - múon-antineutrino: {\displaystyle {\bar {\nu }}_{\mu }} - antiquark charme: {\displaystyle {\bar {c}}} - antiquark strange: {\displaystyle {\bar {s}}} | Terceira Geração - tauon positivo: τ+ - tauon-antineutrino: ντ - antiquark top: {\displaystyle {\bar {t}}} - antiquark bottom: {\displaystyle {\bar {b}}} |

#### Quarks
Quarks e antiquarks nunca foram detectados isoladamente. Um quark pode existir emparelhado com um antiquark, formando um méson: o quark tem uma cor (veja carga de cor) e um antiquark tem uma anticor correspondente. Uma cor e a anticor cancelam-se mutuamente, produzindo o negro (isto é, a ausência de carga colorida). Ou três quarks podem existir juntos formando um Bárion: um quark é "vermelho", outro "azul", outro "verde". Estas três cores juntas formam o branco (isto é, a ausência de carga colorida). Ou três antiquarks podem existir juntos formando um anti-Bárion: um antiquark é "antivermelho", outro "anti-azul", outro "antiverde". Estas três anticores juntas forma o antibranco (isto é neutro). O resultado é que cores (ou anticores) não podem ser isoladas, mas quark carregam cores, e antiquarks carregam anticores.
Os quarks possuem carga elétrica fracionária, mas como eles estão confinados dentro dos hádrons nos quais as cargas são todas inteiras, cargas fracionárias nunca foram isoladas. Note que os quarks têm carga elétrica +2/3 ou -1/3, enquanto os antiquarks têm cargas elétricas correspondentes -2/3 ou +1/3.
Evidências de quarks vêm do bombardeamento com elétrons de núcleos de hidrogênio (essencialmente um próton) para determinar a distribuição da carga dentro de um próton. Se a carga é uniforme, o campo eletrostático em volta do próton deve ser uniforme e o elétron deve espalhar elasticamente. Elétrons de baixa energia espalham-se da mesma forma que o próton recua, mas acima de uma dada energia, os prótons defletem alguns elétrons em grandes ângulos. O recuo dos elétrons tem muito menos energia e um jato de partículas fundamentais é emitido. Se os prótons podem provocar isto nos elétrons, sugere-se que a carga no próton não é uniforme mas dividida entre partículas carregadas menores, isto é os quarks.

### Bósons Fundamentais
No modelo padrão, bósons vetores (spin-1) (glúons, fótons, e os bósons W e Z) medeiam forças, enquanto os bósons Higgs são responsáveis pelo fato das partículas possuírem massa.

#### Glúons
Os Glúons são mediadores da força nuclear forte, e transportam cor e uma anti-cor. Embora glúons não possuam massa, eles nunca foram observados em detectores devido ao confinamento; porém eles produzem jatos de hádrons, similares aos de um único quarks.

#### Bósons eletrofracos
Os bósons de calibre W+, W- e Z0 medeiam a força nuclear fraca. O fóton medeia a força eletromagnética.

#### Bóson de Higgs
Embora as forças eletromagnética e fraca apareçam muito diferentes para nós nas energias do dia a dia, as duas forças são teoricamente unificadas em uma única força eletrofraca a altas energias. A razão para estas diferenças a baixas energias é atribuída à existência do bóson de Higgs. Através do processo de quebra espontânea de simetria, o Higgs seleciona uma direção especial no espaço eletrofraco que proporciona três partículas eletrofracas tornassem bem pesadas (os bósons fracos) e uma permanecer sem massa (o fóton eletromagnético).

## Além do modelo padrão

### Supersimetria
Uma das mais importantes extensões do modelo padrão envolve partículas supersimétricas, abreviada como s-partículas, as quais incluem os sleptons, squarks, neutralinos e charginos. Cada partícula no modelo padrão tem um super-padrão que difere por 1/2 da partícula original. Em adição, estas s-partículas são mais pesadas do que seus contrapontos originais: eles são tão pesados que colineadores de partículas existentes não tem potência suficiente para ser capaz de detectá-los. Porém, alguns físicos acreditam que as s-partículas possam ser detectadas no Large Hadron Collider do CERN a partir de seu funcionamento.

### Teoria das cordas
De acordo com a teoria das cordas, cada tipo de partícula fundamental corresponde a um diferente modo vibração de uma corda fundamental (cordas estão constantemente vibrando em padrão de ondas fundamentais, de forma similar a qual as órbitas quantizadas dos elétrons no modelo de Bohr vibrando em padrões de ondas fundamentais).
A Teorias das cordas também prevê a existência de grávitons. Grávitons são praticamente impossíveis de serem detectados, porque a força gravitacional é muito fraca se comparada às outras forças.

### Teoria do Préon
De acordo com a teoria do Préon existe uma ou mais ordens de partículas mais fundamentais do que esta (ou mais do que estas) encontradas no modelo padrão. Esta famílias mais fundamentais que estas são normalmente chamadas "Préons" para quais derivaram dos "pre-quarks".  Em essência, a teoria tenta fazer o modelo padrão arquivo que o modelo padrão tinha feito ao zoológico de partículas que havia antes dele. A maioria dos modelos assume que o modelo padrão pode ser explicado em termos de três a meia dúzia de partículas mais fundamentais e leis que governam suas interações.
Enquanto a metodologia na teoria das cordas é tipicamente tentar construir uma estrutura matemática completa do zero, uma Teoria Préon tipicamente procura por padrões no modelos padrões em si e tenta encontrar modelos que podem imitar estes padrões.